# 라크 부히스

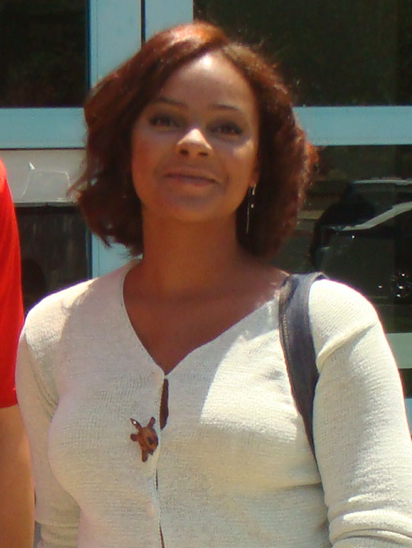

라크 부히스(Lark Voorhies, 1974년 3월 25일 ~ )는 미국의 가수, 배우, 모델이다.
내슈빌에서 태어났다.

## 출연 작품
- 리틀 크립스 (2012년)
- 리뎀프션 (2011년)
- 더 넥스트 히트 (2008년)
- 시빌 브랜드 (2002년)
- 사랑은 언제나 좋아 (2001년)
- 하우 하이 (2001년)
- 하우 투 비 어 플레이어 (1997년)
- Saved by the Bell: Hawaiian Style (1992)
- 슈퍼소녀 비키 (1985년)

### 텔레비전
- 베이사이드 얄개들 (1989년)
- 비앤비 (1987년)
- 우리 생애 나날들 (1965년)